# Сулавесийские языки

Калимантанско-филиппинское объединение
Собственно Сулавесийские языки
Центрально-малайско-полинезийские языки
Южнохальмахерско-западноновогвинейские языки
Океанийские языки

Сулавесийские языки представляют собой условное название для 10 ветвей австронезийских языков, распространённых на Сулавеси (Индонезия). Согласно популярной сейчас классификации Wouk & Ross (2000) сулавесийские языки не образуют особого генетического единства. 8 из этих ветвей входят в т. н. зондско-сулавесийское объединение (не образуя там особого единства), а еще две — в калимантанско-филиппинское объединение в рамках малайско-полинезийской подсемьи. Данные лексикостатистики (Пейрос 2004) подтверждают такое разделение сулавесийских языков, однако, с одной стороны, свидетельствуют о том, что эти 8 ветвей образуют всё-таки единую группу, распавшуюся в конце 3-го тыс. до н. э., с другой — показывают, что две ветви северносулавесийских языков входят по отдельности в филиппино-северно-сулавесийскую зону. Учитывая отсутствие консенсуса, нейтральный термин собственно сулавесийская зона представляется наиболее удобным по отношению к 8 ветвям.

## Классификация

### Северо-восток Сулавеси
- сангир-минихасская ветвь:
  - сангирская группа: сангирский, сангил, талауд, бантик, ратахан (бентенан)
  - минихасская группа: тонсеа, тондано, томбулу, тонтембоан, тонсаванг

- монгондоу-горонтальская ветвь:
  - горонтальская группа: бинтауна, каидипанг, боланго, сувава, горонтало
  - монгондоуская группа: поносакан, монгондоу, лолак
  - буол

### Собственно сулавесийская зона
- Центральносулавесийская надветвь (Celebic)
  - салуанско-банггайская ветвь (восток Сулавеси)
    - банггаи
    - салуанский, андио, балантакский

  - ветвь бунгку(-мори)-толаки: бунгку, моронене, кулисусу, вавонии, корони, бахонсуаи, мори-атас, падое, томадино, мори-бавах, талоки, лалаки, рахамбуу, кодеоха, вару
  - каили-памонская ветвь: барас, линду, да’а-каили, ледо-каили, мома, ума, саруду, топоийо, седоа, памона, бесоа, бада, рампи, напу, томбелала
  - томини-балаэсанская ветвь
    - балэсанский
    - подветвь томини(-толитоли): болано, дампал, дампеласа, дондо, лаудже, петапа, касимбар, толитоли, томини, пендау
- Южносулавесийская ветвь
  - бугийская группа: бугийский, чампалагианский; мбалох (по данным лексикостатистики входит в малайско-чамскую ветвь западнозондской зоны)
  - лемолангский
  - макасарская группа: бентонгский, горный коджо, прибрежный коджо, макасарский, селаярский
  - северная группа: мамуджу, мандар, малимпунг, дури (масенремпулу), энреканг, маива, аралле-табулахан, дакка, паннеи, бамбам, улуманда', калумпанг, мамаса, таэ, тораджа-са’дан, талондо'
  - группа секо: панасуан, секо-тенгах, суко-панданг, будонг-будонг
- Воту-волиоская ветвь: калао, лайоло, камару, волио, воту
- Муна-бутунгская (муна-бутонская) ветвь
  - бутунгская (бутонская) группа (несколько районов на юго-востоке о. Бутунг): чиа-чиа (южнобутунгский язык), ласалиму, кумбеваха
  - мунанская группа: бусоа, лиабуку, муна, лавеле, киоко, каимбулава
  - туканг-беси, бонерате